# Honey Camp Lagoon
Honey Camp Lagoon är en sjö i Belize. Den ligger i distriktet Orange Walk, i den norra delen av landet, 90 km norr om huvudstaden Belmopan.